# Девочка с хризантемами
«Девочка с хризантемами» (пол. Dziewczynka z chryzantemami) ― картина маслом польской художницы-постимпрессионистки Ольги Бознанской, написанная ей в 1894 году. В настоящее время произведение хранится в Галерее польского искусства XIX века в Национальном музее Кракова.

## Описание
На картине изображена девочка, стоящая в одиночестве и держащая в руках, сложенных в замок, букет белых хризантем. На её бледном и немного задумчивом лице написано чувство беспокойства. У девочки распущенные ярко-рыжие волосы, маленькие красные губы и чёрные, слегка блестящие глаза, размер которых кажется неестественным; она одета в однотонное тёмно-серое платье. Фигура девочки отбрасывает ясно различимую тень на стену, расположенную позади неё. На картине отсутствуют чёткие линии и контуры; изображение девочки, а также фон состоят из множества цветных пятен, наносившихся твёрдыми и решительными мазками. Картина подписана и датирована в правом нижнем углу (Boznańska 94).

## Анализ
«Девочка с хризантемами» считается одной из наиболее известных работ Бознанской. Она была написана в 1894 году во время пребывания художницы в Мюнхене и сочетает в себе импрессионистские и символистские мотивы. Бознанская была особенно очарована атмосферными картинами Джеймса Уистлера и познакомилась с намечающимися тенденциями в сфере живописи в Париже ― это заставило её отвергнуть традиции Мюнхенской школы. Она решила пойти против давно сложившихся условностей, касающихся детских портретов, на которых дети часто изображались в элегантных и причудливых нарядах на богато украшенном фоне (или с природными мотивами на заднем плане). Бознанская представила свой собственный метод изображения детей на нейтральном, слегка приглушённом фоне. По словам Уршулы Козаковской-Заухи, картина «излучает атмосферу продолжительной задумчивости, печали, таинственности и неоднозначности»; сходный характер имеют стихотворения Мориса Метерлинка, к которому Бознанская относилась с большим уважением. Также Уршула отмечает, что «между девочкой и зрителем устанавливается психологический контакт».
В 1896 году, в статье для Gazette des Beaux-Arts, писатель Уильям Риттер сказал, что «это ― загадочный ребёнок, сводящий с ума тех, кто наблюдает за ним слишком долгое время <…> Её глаза ― словно капли чернил, которые, кажется, льются на болезненно бледное лицо». Спокойная поза девочки и утончённые черты её лица контрастируют с аурой тревоги и меланхолии, царящей на картине. Художница тонко передала душевное состояние девочки, а также атмосферу обстановки вокруг неё, что свидетельствует о пристальном интересе Бознанской к новым течениям в литературе и искусстве того периода.